# Xiphocentron erato
Xiphocentron erato is een schietmot uit de familie Xiphocentronidae. De soort komt voor in het Nearctisch gebied.